# Bernhard Perren
Bernhard Perren (* 1. Mai 1928 in Zermatt; † 31. August 1960 ebenda) war ein Schweizer Skirennfahrer und Bergführer. Er war Ende der 1940er- und in der ersten Hälfte der 1950er-Jahre einer der besten Abfahrer und ein guter Riesenslalom-Fahrer. Perren feierte mehrere Siege und Podestplätze bei internationalen Rennen, erreichte einen vierten Platz in der Abfahrt der Weltmeisterschaften 1950 und wurde dreimal Schweizer Meister. Zudem war er ein bekannter Bergführer. Er verstarb im Alter von 32 Jahren bei einem Autounfall. Sein Bruder Gottlieb Perren war ebenfalls Skisportler und Bergführer.

## Biografie
Perren gewann 1947 die Abfahrt der Junioren bei den Schweizer Skimeisterschaften in Wengen. Zwei Jahre später erreichte er den dritten Abfahrtsrang in der Elite-Klasse hinter Ralph Olinger und Rudolf Graf. Im Januar 1950 stand Perren erstmals bei den Lauberhornrennen in Wengen auf dem Podest, als er Zweiter in der Abfahrt und Dritter in der Kombination wurde. Bei den im nächsten Monat ausgetragenen Weltmeisterschaften 1950 in Aspen verfehlte er die Medaillenränge in seiner Spezialdisziplin nur knapp: Er wurde Vierter in der Abfahrt, zudem 13. im Riesenslalom und 27. im Slalom. Im Winter 1951 erreichte Perren mit einem vierten Platz in der Abfahrt von Sestriere sein bestes Ergebnis bei den Arlberg-Kandahar-Rennen. Zudem wurde er in Adelboden Schweizer Meister in der Abfahrt und im Riesenslalom. Den Meistertitel in der Abfahrt konnte Perren 1952 erfolgreich verteidigen. Bei den Olympischen Winterspielen 1952 in Oslo landete er allerdings als 26. der Abfahrt mit über 16 Sekunden Rückstand auf den Sieger Zeno Colò im geschlagenen Feld. Sein bestes Olympiaergebnis war der achte Rang im Riesenslalom, daneben wurde er 21. im Slalom.
Seine erfolgreichste Saison hatte Perren im Winter 1953: Er gewann Abfahrten in Sestriere, Garmisch-Partenkirchen und beim Hahnenkammrennen in Kitzbühel (neue Rekordzeit auf der Streif von 2:54,5 Minuten), wurde Zweiter in Abfahrt und Kombination des Lauberhornrennens in Wengen sowie in der Kombination von Sestriere und gewann in Wengen den im Rahmenprogramm des Lauberhornrennens ausgetragenen Riesenslalom. Mitte März stürzte er allerdings beim Gornergrat-Derby in Zermatt schwer. Ein weiterer Sturz im Lauberhornrennen am 9. Januar 1954, bei dem er einen Knöchelbruch erlitt, beendete Perrens Karriere.
Neben dem Skisport war Perren ein bekannter und angesehener Bergführer. Er verstarb am 31. August 1960 nahe Zermatt als Berufs-Camion-Fahrer in einem Viertonner-LKW bei einem Sandtransport von Arbbach bis Staffelalp, als er eine Kurve verfehlte und vom Camion erdrückt wurde.

## Erfolge

### Olympische Winterspiele
(zählten zugleich als Weltmeisterschaften)
- Oslo 1952: 8. Riesenslalom, 21. Slalom, 26. Abfahrt

### Weltmeisterschaften
- Aspen 1950: 4. Abfahrt, 13. Riesenslalom, 27. Slalom

### Weitere Erfolge
- Schweizer Meister in der Abfahrt 1946, 1951 (Adelboden) und 1952 und im Riesenslalom 1951 (Adelboden) und 1952 in Klosters
- Sieger der Hahnenkammabfahrt 1953
- Sieger der Abfahrten in Sestriere und Garmisch-Partenkirchen 1953
- Sieger des Riesenslaloms in Wengen 1953